# Rubus phoenicolasius
Rubus phoenicolasius là loài thực vật có hoa trong họ Hoa hồng. Loài này được Maxim. miêu tả khoa học đầu tiên năm 1872.

## Hình ảnh

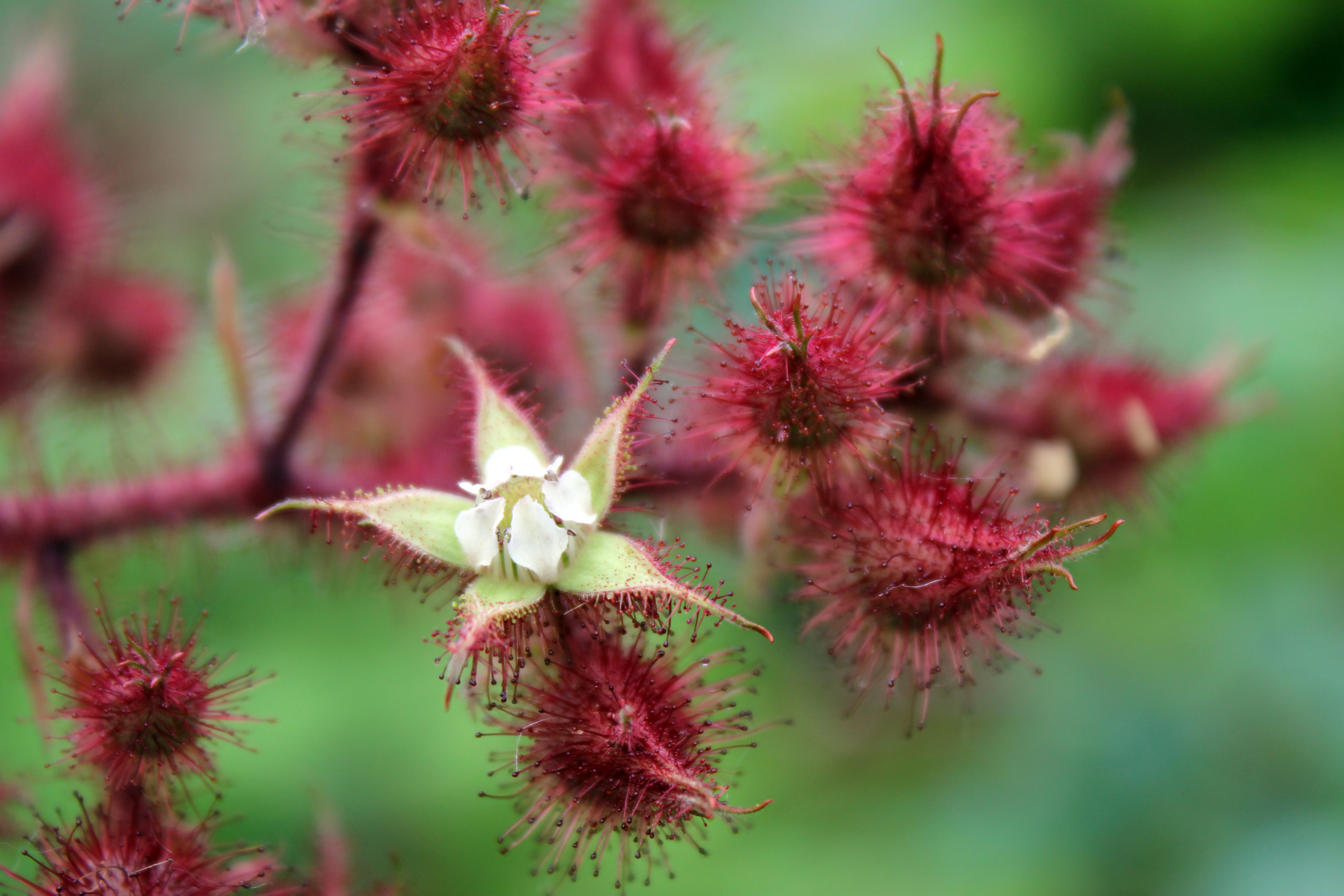
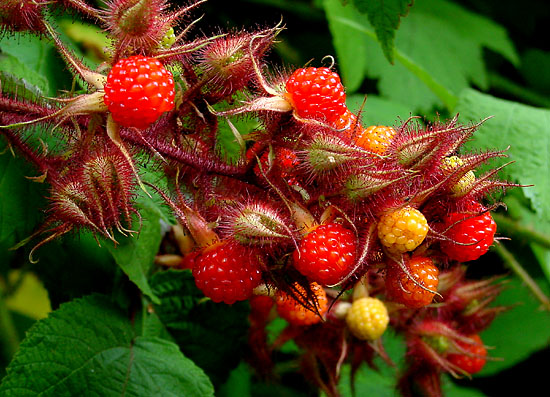
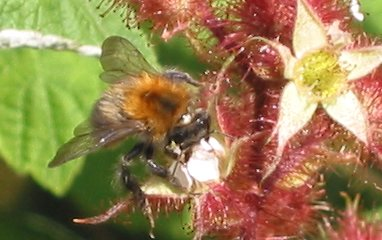
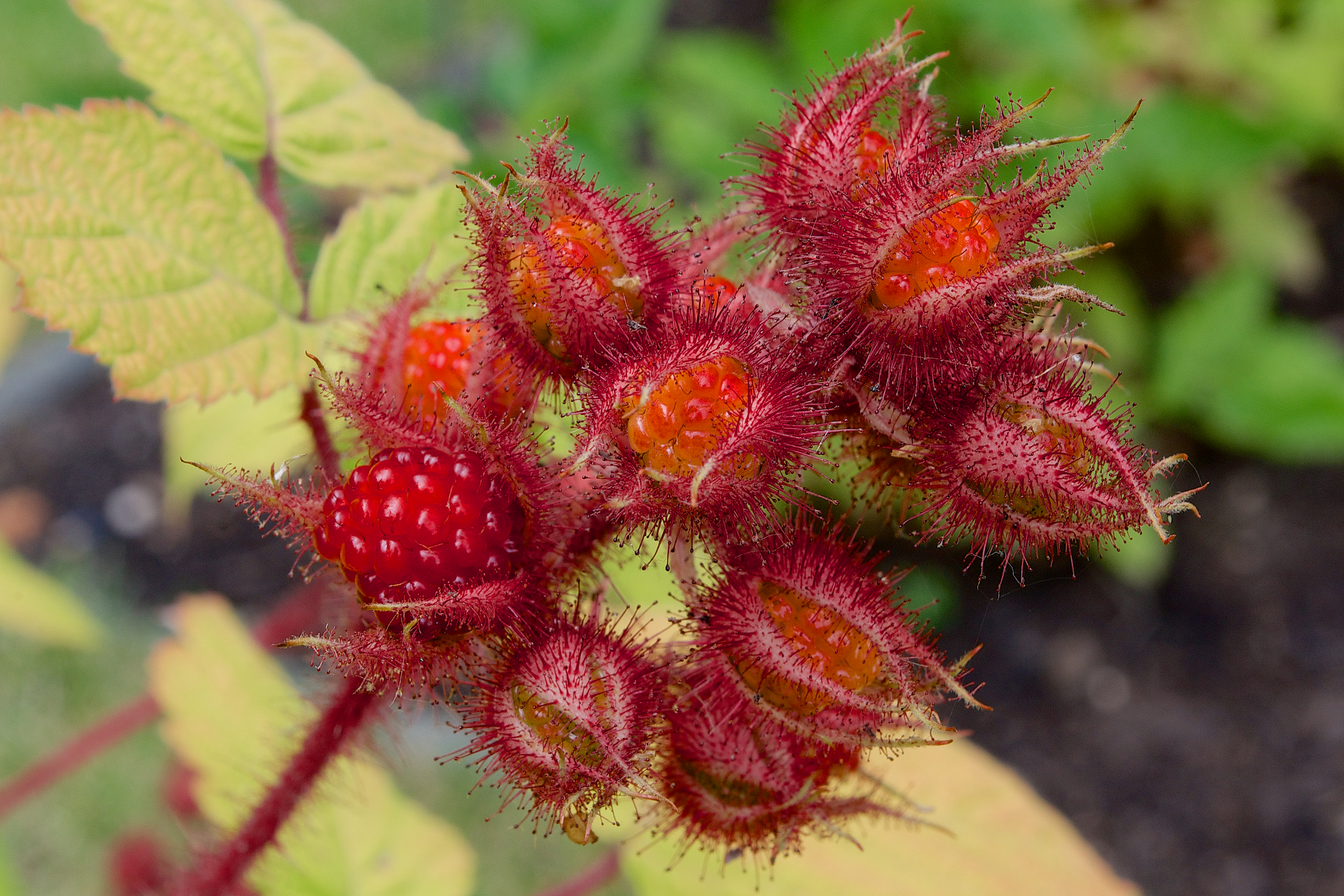